# Pelonaia quadrivena
Pelonaia quadrivena is een zakpijpensoort uit de familie van de Styelidae. De wetenschappelijke naam van de soort werd in 2011 voor het eerst geldig gepubliceerd door Françoise  Monniot.